# الجرباح (الخبت)

تعديل مصدري - تعديل

الجرباح هي إحدى قرى عزلة الظاهر بمديرية الخبت التابعة لمحافظة المحويت، بلغ تعداد سكانها 207 نسمة حسب تعداد اليمن لعام 2004.